# Gattaran
Gattaran ist eine Stadtgemeinde in der philippinischen Provinz Cagayan und wurde 1623 gegründet. Im Jahr 2015 hatte Gattaran 56.661 Einwohner. Das Gebiet von Gattaran war bereits vor der Gründung an den Ufern des Cagayan besiedelt. Im Baranggay Nassiping befindet sich außerdem eine alte spanische Kirche.
Gattaran ist in die folgenden 50 Baranggays aufgeteilt:
- Abra
- Aguiguican
- Bangatan Ngagan
- Baracaoit
- Baraoidan
- Barbarit
- Basao
- Cabayu
- Calaoagan Bassit
- Calaoagan Dackel
- Capiddigan
- Capissayan Norte
- Capissayan Sur
- Casicallan Sur
- Casicallan Norte
- Centro Norte
- Centro Sur
- Cullit
- Cumao
- Cunig
- Dummun
- Fugu
- Ganzano
- Guising
- Langgan
- Lapogan
- L. Adviento
- Mabuno
- Nabaccayan
- Naddungan
- Nagatutuan
- Nassiping
- Newagac
- Palagao Norte
- Palagao Sur
- Piña Este
- Piña Weste
- San Vicente
- Santa Maria
- Sidem
- Santa Ana
- Tagumay
- Takiki
- Taligan
- Tanglagan
- T. Elizaga
- Tubungan Este
- Tubungan Weste
- Bolos Point
- San Carlos

## Söhne und Töchter der Stadtgemeinde
- Rodolfo Fontiveros Beltran (1948–2017), römisch-katholischer Geistlicher, Bischof von San Fernando de La Union